# Gopo 2017
A XI-a ediție a Premiilor Gopo  a fost festivitatea de premiere a celor mai reușite prestații din industria cinematografică românească difuzate între 1 ianuarie și 31 decembrie 2016. Galele Gopo 2017 au avut loc la 21 martie 2017, la Sala Mare a Teatrului Național I.L.Caragiale din București.

## Înscrieri
Înscrierile pentru cea de-a 11-a ediție a Premiilor Gopo au loc în perioada 23 ianuarie – 5 februarie 2017. Un număr de 21 de filme care au fost lansate în perioada 1 ianuarie-31 decembrie 2016 pot participa la cursa pentru cel mai bun film al anului 2016. 

## Nominalizări și câștigători
| Cel mai bun film | Cel mai bun regizor |
| --- | --- |
| - Sieranevada – regia: Cristi Puiu - Câini – regia: Bogdan Mirică - Inimi cicatrizate – regia: Radu Jude - Două lozuri – regia: Paul Negoescu - Bacalaureat – regia: Cristian Mungiu | - Cristi Puiu – Sieranevada - Adrian Sitaru – Ilegitim - Radu Jude – Inimi cicatrizate - Bogdan Mirică – Câini - Cristian Mungiu – Bacalaureat |
| Cel mai bun actor | Cea mai bună actriță |
| - Gheorghe Visu – Câini pentru rolul Hogaș - Bogdan Dumitrache – Dublu pentru rolul George - András Hatházi – Orizont pentru rolul Cristian Lucian - Mimi Brănescu – Sieranevada pentru rolul Lary - Adrian Titieni – Bacalaureat pentru rolul Romeo | - Dana Dogaru – Sieranevada pentru rolul Nușa - Medeea Marinescu – 03.Bypass pentru rolul Monica - Alina Grigore – Ilegitim pentru rolul Sasha - Rodica Lazăr – Orizont pentru rolul Andra - Maria Drăguș – Bacalaureat pentru rolul Eliza |
| Cel mai bun actor în rol secundar | Cea mai bună actriță în rol secundar |
| - Vlad Ivanov – Câini pentru rolul Samir - Șerban Pavlu – Inimi cicatrizate pentru rolul Doctorul Ceafalan - Adrian Titieni – Ilegitim pentru rolul Victor - Sorin Medeleni – Sieranevada pentru rolul Tony - Petru Ciubotaru – Bacalaureat pentru rolul viceprimarul Bulai                                                                                         | - Ana Ciontea – Sieranevada pentru rolul Tanti Ofelia - Cătălina Moga – Sieranevada pentru rolul Laura - Judith State – Sieranevada pentru rolul Sandra - Tatiana Iekel – Sieranevada pentru rolul Tanti Evelina - Viorica Geantă Chelbea – Miracolul din Tekir pentru rolul Mătăsica |
| Cel mai bun scenariu | Cea mai bună imagine |
| - Cristi Puiu – Sieranevada - Bogdan Mirică – Câini - Paul Negoescu – Două lozuri - Radu Jude – Inimi cicatrizate - Cristian Mungiu – Bacalaureat | - Andrei Butică – Câini și Marius Panduru – Inimi cicatrizate - Pătru Păunescu – Dublu - Oleg Mutu – Orizont - Barbu Bălășoiu – Sieranevada |
| Cel mai bun montaj | Cel mai bun sunet |
| - Letiția Ștefănescu, Ciprian Cimpoi – Sieranevada - Roxana Szel – Câini - Mircea Olteanu, Theo Lichtenberger – Ilegitim - Cătălin Cristuțiu – Inimi cicatrizate - Mircea Olteanu – Bacalaureat | - Sam Cohen, Sebastian Zsemlye, Hervé Buirette – Câini - Ioan Filip, Dan Ștefan Rucăreanu – Ilegitim - Dana Bunescu, Cristinel Șirli – Inimi cicatrizate - Jean Paul Bernard, Filip Mureșan, Christophe Vingtrinier – Sieranevada - Constantin Fleancu, Mircea Olteanu, Olivier Do Huu – Bacalaureat |
| Cea mai bună muzică originală | Gopo pentru cele mai bune decoruri |
| - Codrin Lazăr, Sorin Romanescu – Câini - Mircea Florian – 03.Bypass - Jean Paul Wall – Dincolo de calea ferată - Flora Pop, Alin Zăbrăuțeanu – Două lozuri - Cristian Lolea – Orizont | - Cristian Niculescu – Inimi cicatrizate - Vali Ighigheanu – Afacerea Est - Augustina Stanciu – Câini - Cristina Barbu – Sieranevada - Simona Pădurețu – Bacalaureat |
| Cele mai bune costume | Cel mai bun machiaj și cea mai bună coafură |
| - Dana Păpăruz – Inimi cicatrizate - Mălina Ionescu – Două lozuri - Elena Stoyanova – Câini - Maria Pitea – Sieranevada - Mihaela David – Miracolul din Tekir | - Bianca Boeroiu, Domnica Bodogan – Inimi cicatrizate - Gabriela Crețan – Câini - Gina Dan, Ada Radu – Două lozuri - Stefanija Roso, Mojca Gorogranc – Sieranevada - Marga Ștefan, Andreea Dardea – Selfie 69 |
| Debut regizoral | Tânără speranță |
| - Bogdan Mirică – Câini - Catrinel Dănăiață – Dublu - Ion Indolean – Discordia | - Anamaria Antoci – producător Ilegitim - Matei Lucaci-Grunberg – regie scurtmetraj Oase pentru Otto - Carla Fotea – producător scurtmetraj Pipa, sexul și omleta - Ilinca Hărnuț – actriță Inimi cicatrizate - Lucian Teodor Rus – actor Inimi cicatrizate |
| Cel mai bun film documentar | Cel mai bun film de scurt metraj |
| - Doar o răsuflare – producător: Monica Lăzurean-Gorgan, Hanka Kastelicova, Alina David, Andra Radu (Manifest Film, HBO Europe), regia: Monica Lăzurean-Gorgan - Imagini din vis – regizor: Sorin Luca - În căutarea tatălui pierdut – regizor: Ionuț Teianu - Varză, cartofi și alți demoni – regizor: Șerban Georgescu - Camera obscură – regizor: Gheorghe Preda | - 4:15 PM Sfârșitul lumii – producător: Adina Sădeanu, Alex Crăciun (Axis Media Production, Flama Booking), regia: Cătălin Rotaru, Gabi Virginia Șarga - Ninel – producător Ada Solomon, Călin Peter Netzer (Parada Film), regia Constantin Popescu - Pipa, sexul și omleta – producător Carla Fotea (UNATC "I.L.Caragiale" București), regia Ana-Maria Comănescu - Mă cheamă Costin – producător Claudiu Mitcu, Ioachim Stroe, Robert Fița (Wearebasca), regia Radu Potcoavă - Proiecționistul – producător Anda Ionescu (CitiZenit, Alien Film), regia Norbert Fodor |
| Gopo pentru cel mai bun film european | Gopo pentru premiul publicului |
| - Fiul lui Saul – regia: László Nemes - Toni Erdmann – regia: Maren Ade - Mlaștina – regia: Alberto Rodríguez - Despre oameni și oi – regia: Grímur Hákonarson - Un porumbel cugetând pe o ramură – regia: Roy Andersson | - Selfie 69 – Cristina Iacob - Două lozuri – Paul Negoescu |
| Gopo pentru întreaga activitate | Gopo pentru întreaga carieră |
| - Valentin Uritescu | - Ion Dichiseanu |